# Ричард Кајнд
Ричард Брус Кајнд (енгл. Richard Bruce Kind; Трентон, Њу Џерзи, 22. новембар 1956) амерички је филмски, позоришни и телевизијски глумац. Остварио је улоге у филмовима Звездана капија (1994), Озбиљан човек (2009), Арго (2012), У мојој глави (2015), као и разним серијама попут Сви градоначелникови људи (1996—2002), Одстрел (2009), Без одушевљавања, молим (2002—2021).